# Benamou
Ne doit pas être confondu avec Benhamou.
Benamou comme sa variante Benhamou est un nom de famille originaire d'Afrique du Nord adopté tant par les Juifs que par les musulmans. 

## Étymologie
Il signifie en arabe comme en hébreu « fils de Hamou », Hamou étant un diminutif de Haïm chez les Juifs et de Mohammed pour les musulmans.

## Personnalités
Parmi les personnalités portant ce nom on trouve :
- Albert Benamou, galeriste français.
- Georges-Marc Benamou (1957-), journaliste français, ancien conseiller du président de la République française Nicolas Sarkozy pour la culture.
- Nicolas Benamou, un réalisateur français.
- Serge Benamou, personnage de fiction récurrent des films La Vérité si je mens 1, 2 et 3.